# Gran Premio di Francia 1977
Il Gran Premio di Francia 1977 è stata la nona prova della stagione 1977 del Campionato mondiale di Formula 1. Si è corsa domenica 3 luglio 1977 sul Circuito di Digione. La gara è stata vinta dallo statunitense Mario Andretti, su Lotus-Ford Cosworth. Ha preceduto sul traguardo i britannici John Watson su Brabham-Alfa Romeo e James Hunt su McLaren-Ford Cosworth.

## Vigilia

### Aspetti tecnici
Il Gran Premio di Francia si spostò dal Paul Ricard al Circuito di Digione-Prenois. Il circuito della Borgogna aveva già ospitato l'edizione del 1974, vinta da Ronnie Peterson, e il Gran Premio di Svizzera 1975, prova non valida per il mondiale, vinto da Clay Regazzoni.
Rispetto all'edizione del 1974 la lunghezza del tracciato venne portata a 3,8 km (contro i precedenti 3,289), con l'aggiunta della Parabolique. I piloti si lamentarono per la pericolosità del circuito, criticando in particolare il modo con cui erano stati montati alcuni guard-rail.
La Fittipaldi ripresentò il modello F5, mentre la Wolf fece esordire la WR3.

### Aspetti sportivi
Riccardo Patrese tornò al volante della Shadow, mentre il francese Patrick Tambay fece il suo esordio con la terza Surtees. Un altro pilota francese venne iscritto, per l'ultima volta nel mondiale, Henri Pescarolo, con una March del team British Formula 1 Racing; Pescarolo non prese parte nemmeno alle prove. Si rivide in compenso Arturo Merzario, sempre con una March privata.
Risultarono iscritti, anche se poi non presero parte all'evento, sia Loris Kessel, con l'Apollon che Jean-Pierre Jabouille, per la Renault.
Nei test che si effettuarono la settimana precedente la gara il miglior tempo fu fatto da Jacques Laffite su Ligier in 1'12"5. A tali test partecipò anche la Renault, che invece non prese parte al gran premio.
Si discusse nuovamente sul numero di piloti da ammettere alla gara. La CSI inizialmente ne ammise solo 26, con le migliori 22 vetture qualificate per la gara. I 23 piloti legati alla Formula One Constructors Association, più Jean-Pierre Jarier, che aveva marcato un punto, erano ammessi di diritto. Due wild card avrebbero dovuto essere concesse a Patrick Tambay e Jean-Pierre Jabouille. Tale soluzione era osteggiata dalla Motor Racing Corporation, che raggruppava le scuderie private, e che chiedeva che tutti gli iscritti potessero prendere parte alle prove. La decisione di ammettere solo 26 vetture portò a una minaccia di ricorso alle vie legali da parte di 5 esclusi (David Purley, Héctor Rebaque, Boy Hayje, Mikko Kozarowitsky e Brett Lunger).
Il 25 giugno, in una riunione svolta a Parigi, la CSI decise di stabilire così un numero massimo di vetture ammissibili al via di gran premio, a seconda delle caratteristiche tecniche dei circuiti. Per la gara di Digione vennero ammesse 24 vetture, contro le 22 iniziali. Si ribadì che solo 4 piloti potessero essere accettati in sovrannumero rispetto a quelli ammessi al via, e che due dovessero essere del Paese ove la gara aveva luogo.
Il giorno precedente alle prime prove si decise di ammettere alle qualifiche, oltre ai 23 legati all'associazione dei costruttori, altri 7 piloti (Merzario, Jarier, Tambay, Nève, Rebaque, Purley e Lunger). Si decise inoltre di qualificare solo i migliori 22 delle prove.

## Qualifiche

### Resoconto
Nella prima giornata di prove il miglior tempo fu di John Watson (1'12"83) su Brabham, che precedette le due Lotus di Mario Andretti e Gunnar Nilsson. Le Ferrari furono più competitive che in Svezia, con Lauda ottavo e Reutemann sesto. Dei trenta ammessi alle prove non si presentò Tambay.
Al sabato le prove iniziarono in ritardo per la protesta dei piloti in merito alla sicurezza del tracciato. Mario Andretti conquistò la sesta pole della carriera nel mondiale. Davanti a Watson si posero anche James Hunt e Gunnar Nilsson. Le Ferrari chiusero con il sesto tempo di Reutemann e il nono di Lauda, pur toccando le velocità più elevate nel rettilineo dell'arrivo. Alle prove del sabato partecipò anche Patrick Tambay, che utilizzò la Surtees usata al venerdì da Larry Perkins, senza però riuscire a qualificarsi.
Il poleman Mario Andretti dichiarò al termine delle prove:

### Risultati
Nella sessione di qualifica si è avuta questa situazione:
| Pos | Nº | Pilota             | Costruttore              | Tempo   | Griglia |
| --- | -- | ------------------ | ------------------------ | ------- | ------- |
| 1   | 5  | Mario Andretti     | Lotus-Ford Cosworth      | 1'12"21 | 1       |
| 2   | 1  | James Hunt         | McLaren-Ford Cosworth    | 1'12"73 | 2       |
| 3   | 6  | Gunnar Nilsson     | Lotus-Ford Cosworth      | 1'12"79 | 3       |
| 4   | 7  | John Watson        | Brabham-Alfa Romeo       | 1'12"83 | 4       |
| 5   | 26 | Jacques Laffite    | Ligier-Matra             | 1'13"30 | 5       |
| 6   | 12 | Carlos Reutemann   | Ferrari                  | 1'13"36 | 6       |
| 7   | 2  | Jochen Mass        | McLaren-Ford Cosworth    | 1'13"41 | 7       |
| 8   | 20 | Jody Scheckter     | Wolf-Ford Cosworth       | 1'13"45 | 8       |
| 9   | 11 | Niki Lauda         | Ferrari                  | 1'13"52 | 9       |
| 10  | 17 | Alan Jones         | Shadow-Ford Cosworth     | 1'13"56 | 10      |
| 11  | 19 | Vittorio Brambilla | Surtees-Ford Cosworth    | 1'13"61 | 11      |
| 12  | 4  | Patrick Depailler  | Tyrrell-Ford Cosworth    | 1'13"66 | 12      |
| 13  | 8  | Hans-Joachim Stuck | Brabham-Alfa Romeo       | 1'13"67 | 13      |
| 14  | 24 | Rupert Keegan      | Hesketh-Ford Cosworth    | 1'13"71 | 14      |
| 15  | 16 | Riccardo Patrese   | Shadow-Ford Cosworth     | 1'13"87 | 15      |
| 16  | 22 | Clay Regazzoni     | Ensign-Ford Cosworth     | 1'13"90 | 16      |
| 17  | 3  | Ronnie Peterson    | Tyrrell-Ford Cosworth    | 1'13"92 | 17      |
| 18  | 37 | Arturo Merzario    | March-Ford Cosworth      | 1'13"92 | 18      |
| 19  | 34 | Jean-Pierre Jarier | Penske-Ford Cosworth     | 1'14.17 | 19      |
| 20  | 10 | Ian Scheckter      | March-Ford Cosworth      | 1'14.24 | 20      |
| 21  | 31 | David Purley       | LEC-Ford Cosworth        | 1'14"39 | 21      |
| 22  | 28 | Emerson Fittipaldi | Fittipaldi-Ford Cosworth | 1'14"45 | 22      |
| NQ  | 9  | Alex-Dias Ribeiro  | March-Ford Cosworth      | 1'14"60 | NQ      |
| NQ  | 27 | Patrick Nève       | March-Ford Cosworth      | 1'14"74 | NQ      |
| NQ  | 30 | Brett Lunger       | McLaren-Ford Cosworth    | 1'14"83 | NQ      |
| NQ  | 25 | Harald Ertl        | Hesketh-Ford Cosworth    | 1'15"06 | NQ      |
| NQ  | 18 | Larry Perkins      | Surtees-Ford Cosworth    | 1'15"13 | NQ      |
| NQ  | 39 | Héctor Rebaque     | Hesketh-Ford Cosworth    | 1'15"88 | NQ      |
| NQ  | 18 | Patrick Tambay     | Surtees-Ford Cosworth    | 1'16"06 | NQ      |
| NQ  | 35 | Conny Andersson    | BRM                      | 1'16"17 | NQ      |

## Gara

### Resoconto
La gara fu caratterizzata da sole e caldo, cosa che provocò dei problemi agli pneumatici. Il poleman Mario Andretti partì male e venne infilato da James Hunt, John Watson e Jacques Laffite. Lo statunitense fu comunque in grado di passare Laffite già nel corso del primo giro. Nelle retrovie Carlos Reutemann toccò la vettura di Jochen Mass, perdendo diverse posizioni.
Al quinto giro Watson passò Hunt e si pose al comando. Più dietro stava intanto rinvenendo Niki Lauda che, partito nono, passò in zona punti già all'undicesimo giro. Al dodicesimo giro anche Andretti passò Hunt. La classifica vedeva sempre in testa Watson, seguito da Andretti, Hunt, Laffite, Nilsson, Lauda e Jody Scheckter.
La classifica delle prime posizioni rimase invariata per diversi giri. Mario Andretti stava pressando Watson per la prima piazza, ma senza riuscire a passare il pilota della Brabham. Reutemann, tra il cinquantatreesimo e il cinquantacinquesimo giro scalò di due posizioni, diventando settimo, dietro al compagno di scuderia Niki Lauda.
Pochi giri dopo, Laffite, penalizzato in un tentativo di doppiaggio da Hans-Joachim Stuck, venne passato da Gunnar Nilsson, e successivamente danneggiò il musetto contro la vettura del tedesco. Ciò lo costrinse a una sosta ai box che lo fece scendere al nono posto della classifica.
Per la prima posizione Andretti continuava a mettere pressione su Watson, che però riusciva a difendersi egregiamente. Ma proprio all'ultima tornata la Brabham di Watson terminò la benzina e così venne passata dalla Lotus di Mario Andretti. Il nordirlandese fu comunque capace di giungere secondo.
Al termine del gran premio Watson dichiarò:

### Risultati
I risultati del gran premio furono i seguenti:
| Pos | No | Pilota             | Costruttore              | Giri | Tempo/Ritiro     | Pos.Griglia | Punti |
| --- | -- | ------------------ | ------------------------ | ---- | ---------------- | ----------- | ----- |
| 1   | 5  | Mario Andretti     | Lotus-Ford Cosworth      | 80   | 1:39'40"13       | 1           | 9     |
| 2   | 7  | John Watson        | Brabham-Alfa Romeo       | 80   | + 1"55           | 4           | 6     |
| 3   | 1  | James Hunt         | McLaren-Ford Cosworth    | 80   | + 33"87          | 2           | 4     |
| 4   | 6  | Gunnar Nilsson     | Lotus-Ford Cosworth      | 80   | + 1'11"08        | 3           | 3     |
| 5   | 11 | Niki Lauda         | Ferrari                  | 80   | + 1'14"15        | 9           | 2     |
| 6   | 12 | Carlos Reutemann   | Ferrari                  | 79   | + 1 giro         | 6           | 1     |
| 7   | 22 | Clay Regazzoni     | Ensign-Ford Cosworth     | 79   | + 1 giro         | 16          |       |
| 8   | 26 | Jacques Laffite    | Ligier-Matra             | 78   | + 2 giri         | 5           |       |
| 9   | 2  | Jochen Mass        | McLaren-Ford Cosworth    | 78   | + 2 giri         | 7           |       |
| 10  | 24 | Rupert Keegan      | Hesketh-Ford Cosworth    | 78   | + 2 giri         | 14          |       |
| 11  | 28 | Emerson Fittipaldi | Fittipaldi-Ford Cosworth | 77   | + 3 giri         | 22          |       |
| 12  | 3  | Ronnie Peterson    | Tyrrell-Ford Cosworth    | 77   | + 3 giri         | 17          |       |
| 13  | 19 | Vittorio Brambilla | Surtees-Ford Cosworth    | 77   | + 3 giri         | 11          |       |
| NC  | 10 | Ian Scheckter      | March-Ford Cosworth      | 69   | Non classificato | 20          |       |
| Rit | 20 | Jody Scheckter     | Wolf-Ford Cosworth       | 66   | Incidente        | 8           |       |
| Rit | 8  | Hans-Joachim Stuck | Brabham-Alfa Romeo       | 64   | Incidente        | 13          |       |
| Rit | 17 | Alan Jones         | Shadow-Ford Cosworth     | 60   | Trasmissione     | 10          |       |
| Rit | 37 | Arturo Merzario    | March-Ford Cosworth      | 27   | Cambio           | 18          |       |
| Rit | 4  | Patrick Depailler  | Tyrrell-Ford Cosworth    | 21   | Incidente        | 12          |       |
| Rit | 16 | Riccardo Patrese   | Shadow-Ford Cosworth     | 6    | Motore           | 15          |       |
| Rit | 31 | David Purley       | LEC-Ford Cosworth        | 5    | Incidente        | 21          |       |
| Rit | 34 | Jean-Pierre Jarier | Penske-Ford Cosworth     | 4    | Incidente        | 19          |       |
| NQ  | 9  | Alex-Dias Ribeiro  | March-Ford Cosworth      |      |                  |             |       |
| NQ  | 27 | Patrick Nève       | March-Ford Cosworth      |      |                  |             |       |
| NQ  | 30 | Brett Lunger       | McLaren-Ford Cosworth    |      |                  |             |       |
| NQ  | 25 | Harald Ertl        | Hesketh-Ford Cosworth    |      |                  |             |       |
| NQ  | 18 | Larry Perkins      | Surtees-Ford Cosworth    |      |                  |             |       |
| NQ  | 39 | Héctor Rebaque     | Hesketh-Ford Cosworth    |      |                  |             |       |
| NQ  | 18 | Patrick Tambay     | Surtees-Ford Cosworth    |      |                  |             |       |
| NQ  | 35 | Conny Andersson    | BRM                      |      |                  |             |       |

## Statistiche

### Piloti
- 5ª vittoria per  Mario Andretti;
- 50º Gran Premio per  Vittorio Brambilla;
- 1º Gran Premio per  Patrick Tambay;
- Ultimo Gran Premio per  Conny Andersson e  Larry Perkins;

### Costruttori
- 62ª vittoria per la  Lotus;

### Motori
- 102ª vittoria per il motore  Ford Cosworth;

### Pneumatici
- 98ª vittoria per gli pneumatici  Goodyear;

### Giri in testa
- James Hunt (1-4);
- John Watson (5-78);
- Mario Andretti (79-80);

## Classifiche

### Piloti
| Pos | Pilota             | Punti |
| --- | ------------------ | ----- |
| 1   | Niki Lauda         | 33    |
| 2   | Mario Andretti     | 32    |
| 3   | Jody Scheckter     | 32    |
| 4   | Carlos Reutemann   | 28    |
| 5   | Gunnar Nilsson     | 16    |
| 6   | Jochen Mass        | 14    |
| 7   | James Hunt         | 13    |
| 8   | Patrick Depailler  | 10    |
| 9   | Jacques Laffite    | 9     |
| 10  | John Watson        | 9     |
| 11  | Emerson Fittipaldi | 8     |
| 12  | Carlos Pace        | 6     |
| 13  | Ronnie Peterson    | 4     |
| 14  | Vittorio Brambilla | 3     |
| =   | Alan Jones         | 3     |
| 16  | Hans-Joachim Stuck | 2     |
| 17  | Clay Regazzoni     | 1     |
| =   | Renzo Zorzi        | 1     |
| =   | Jean-Pierre Jarier | 1     |

### Costruttori
| Pos | Costruttore              | Punti |
| --- | ------------------------ | ----- |
| 1   | Ferrari                  | 50    |
| 2   | Lotus-Ford Cosworth      | 43    |
| 3   | Wolf-Ford Cosworth       | 32    |
| 4   | McLaren-Ford Cosworth    | 25    |
| 5   | Brabham-Alfa Romeo       | 17    |
| 6   | Tyrrell-Ford Cosworth    | 14    |
| 7   | Ligier-Matra             | 9     |
| 8   | Fittipaldi-Ford Cosworth | 8     |
| 9   | Shadow-Ford Cosworth     | 4     |
| 10  | Surtees-Ford Cosworth    | 3     |
| 11  | Ensign-Ford Cosworth     | 1     |
| =   | Penske-Ford Cosworth     | 1     |